# Харлингхаузен, Мартин
Мартин Харлингхаузен (17 января 1902, Реда — 22 марта 1986) — военачальник, генерал-лейтенант люфтваффе.
Один из самых успешных командиров бомбардировочной авиации, руководивший действиями против вражеских кораблей. Именно Харлингхаузен разработал и отработал на практике методику бомбометания по кораблям. Первым в составе бомбардировочной авиации был награждён Дубовыми Листьями к Рыцарскому Кресту.

## Биография
Сын промышленника. Окончив гимназии, изучал право в университете Геттингена. С детства мечтал стать морским офицером, проучившись в университете лишь один семестр, 1 апреля 1923 года вступил кадетом в ВМФ.
В 1927 году М. Харлингхаузену было присвоено звание лейтенанта флота, был назначен командиром катера в составе 1-й флотилии торпедных катеров (I.Schnellbootsnottille). В 1929 году — обер-лейтенант флота. За время службы в составе 1-й флотилии стал высококвалифицированным командиром торпедного катера.
В октябре 1933 года был включен в состав тайно формирующихся люфтваффе вермахта и назначен командиром 1-й морской эскадрильи (I.Seestaffel). Через года ему было присвоено звание гауптмана и он был переведен на работу в министерство авиации (RLM). В качестве начальника группы 3-го отделения М. Харлингхаузен занимался вопросами обучения и лётной подготовки пилотов для будущих Люфтваффе. Одновременно обучался в военной академии в берлинском пригороде Гатов.
В октябре 1937 года стал командиром 3./KGr.5063. Участник Гражданской войны в Испании. Уже в декабре 1937 года оправлен на пост командира эскадрильи AS/88 из состава Легиона «Кондор», которая совершала налёты на порты Валенсии, Кастельона, Таррагоны и Барселоны. Проводили ночные бомбардировки железной дороги, идущую вдоль восточного испанского побережья и находившуюся тогда в руках республиканцев.
В конце 1937 года пилоты AS/88 в ходе первых боевых вылетов потопили республиканский пароход «Торпенесс» («Thorpeness»), с тех пор М. Харлингхаузен стал убеждённым сторонником широкого использования авиационных торпед.
В Испании он впервые проявил себя как специалист по организации действий авиации против кораблей противника. В августе 1938 года ему было присвоено звание майора. В декабре 1938 года он вернулся в Германию.
В марте 1939 года окончил военную академию, стал майором Генерального штаба. До начала Второй мировой войны М. Харлингхаузен служил в оперативном отделе штаба 2-го воздушного флота в Брауншвейге. 1 ноября 1939 года был назначен начальником штаба 10-го авиакорпуса.
М. Харлингхаузен считал, что тот, кто командует авиационными соединениями, должен сам летать, чтобы не терять связь с боевыми подразделениями. Поэтому им было сформировано командное звено 10-го авиакорпуса люфтваффе (Fuhrangskette X.Fliegerkorps), основной задачей которого было на практике демонстрировать пилотам корпуса тактику атак вражеских кораблей. Метод, опробованный Харлингхаузеном ещё в Испании и потом названный «Steckrubenverfahren» («способ протыкания брюквы»), заключался в следующем. Бомбардировщик Heinkel He 111 на высоте не более 50 метров на большой скорости приближался к атакуемому кораблю сбоку. Когда до цели оставалось 240—250 метров, пилот сбрасывал бомбы с установленной задержкой взрывателя на 5 — 8 секунд. Они попадали в корабль в тот момент, когда самолет пролетал над ним на уровне верхушек мачт. Используя эту тактику, Харлингхаузен в апреле 1940 года топил у побережья Норвегии один корабль за другим. В большинстве случаев вместе с ним в качестве пилота летал обер-лейтенант Роберт Ковалевски.

Адольф Гитлер и Мартин Харлингхаузен

14 апреля 1940 года Харлингхаузен был назначен командиром специально созданного авиационного командования «Тронхейм» (Fliegerfuhrer Trontheim), в задачу которого входило обеспечение действий авиации против английских войск сначала в районе Намсуса, а затем и в районе Нарвика.
Вскоре на счету Харлингхаузена было уже 20 потопленных кораблей общим тоннажем более 100 тыс. брт, кроме того, серьёзно повредил пассажирский корабль «Долала». 4 мая 1940 года он одним из первых в бомбардировочной авиации был награждён Рыцарским Железным Крестом.
21 мая 1940 года он снова приступил к своим обязанностям начальника штаба 10-го авиакорпуса люфтваффе, которые, пока он отсутствовал, временно исполнял генерал-лейтенант Ульрих Кесслер.
1 января 1941 года Харлингхаузену было присвоено звание оберст-лейтенанта. В январе 1941 года он был направлен в Северную Африку, чтобы на месте руководить действовавшими там частями Люфтваффе.
30 января первым в бомбардировочной авиации был награждён Дубовыми Листьями к Рыцарскому Кресту (Nr.8). К этому моменту на его счету было 26 потопленных кораблей общим тоннажем 127 тыс. брт.
Продолжал лично участвовать в боевых вылетах. При этом в ноябре 1941 года был сбит, экипажу удалось посадить «Хейнкель» на воду у побережья Бретани в районе Вана. Французские рыбаки спасли экипаж, оказавшийся в ледяной воде. При ударе о воду Харлингхаузен получил тяжёлое сотрясение мозга и затем три месяца провел в госпитале.
В феврале 1942 года Харлингхаузен был вызван в Берлин и назначен «уполномоченным по авиационному торпедному оружию» („Bevollmächtigten für die Luft-Torpedowaffe“).
Весной 1942 года в Гроссето на восточном побережье Италии им была создана учебная торпедно-бомбардировочная эскадра (Kampftorpedoschulgeschwader), которая фактически была авиационной торпедной школой.
1 июля 1942 года ему было присвоено звание оберста. 9 ноября 1942 года Харлингхаузен был назначен командующим силами Люфтваффе в Тунисе (Fliegerfuhrer Tunis). 1 декабря 1942 года стал генерал-майором.
23 февраля 1943 года он был назначен командиром 2-го авиакорпуса (II.Fliegerkorps), штаб которого находился на Сицилии, и который должен был действовать против кораблей союзников в Средиземном море, а также вести боевые действия в Тунисе. Однако авиация союзников имела подавляющее численное превосходство. Вскоре в пяти бомбардировочных эскадрах, подчиненных 2-му авиакорпусу, в пригодном для полетов состоянии осталось лишь 45 самолетов, а вместо 200 самолетов-торпедоносцев лишь 14. Харлингхаузен считал, что дальнейшие попытки остановить наступление англо-американских войск в Северной Африке приведут лишь к новым бессмысленным потерям. Когда же он сообщил об этом высшему руководству Люфтваффе, то получил ответ, что его дело выполнять приказы, а не излагать свое мнение. Конфликт между Харлингхаузеном и командованием Люфтваффе на Средиземном море и в Берлине все больше усиливался. В результате 12 июня 1943 года он был снят с должности командира 2-го авиакорпуса.
Около года генерал-майор Харлингхаузен находился в резерве. Только в сентябре 1944 года он был назначен командующим округом Люфтваффе в Висбадене. В декабре 1944 года ему было присвоено звание генерал-лейтенанта.
28 апреля 1945 года Харлингхаузен возглавил авиационное командование «Запад», в составе воздушного флота «Рейх». Спустя полторы недели война закончилась, Харлингхаузен попал в плен к союзникам и был освобожден в сентябре 1947 года.
В августе 1957 года генерал-лейтенант Харлингхаузен вступил в бундеслюфтваффе. С 1 октября 1957 по 31 декабря 1961 года был командующим группой «Север» (uftwaffengruppe Nord), штаб которой находился в Мюнстере.
Затем Мартин Харлингхаузен вышел в отставку и поселился в городе Гютерсло в 50 км восточнее Мюнстера.

## Награды
- Медаль «За Испанскую кампанию»
- Золотой Испанский крест с мечами и бриллиантами
- Железный крест 2-го класса (1939)
- Железный крест 1-го класса (1939)
- Рыцарский крест Железного креста с Дубовыми листьями
- Нагрудный знак «За ранение» в чёрном
- Знак «Лётчик-наблюдатель»
- Манжетная лента «Африка»
- Большой крест 1-й степени Ордена «За заслуги перед Федеративной Республикой Германия»